# Parc Nacional Los Cardones

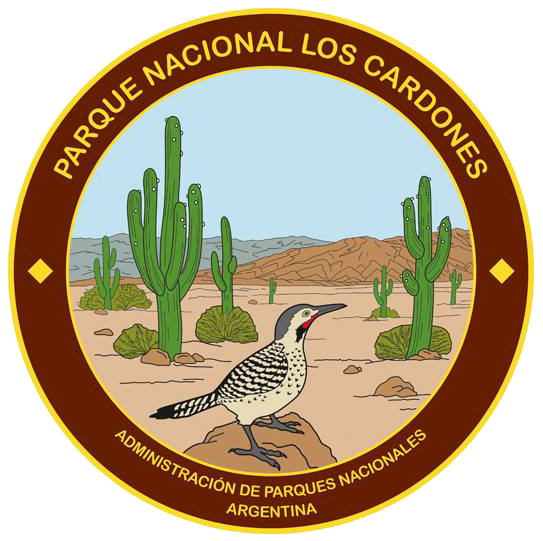
Logo del parc

El Parc Nacional Los Cardones es troba a la província de Salta, Argentina. Va ser creat el 20 de novembre de 1996 i té 64.117 ha en un ambient de serres seques, amb altituds d'entre els 2.700 i els 5.000 m.
La vegetació predominant és la de la província fitogeogràfica Prepuneña, conformada principalment per cardones, nom local donat als grans cactus de l'espècie Echinopsis atacamensis, encara que també es troben espècies característiques del districte fitogeográfic del monte de Sierras i Bolsones de la província fitogeogràfica del Monte, de la província fitogeogràfica Puneña, i del districte fitogeogràfic Altoandino Quechua de la província fitogeogràfica Altoandina.
Al parc es troben restes paleontològiques d'importància, com petjades de dinosaures de 70 milions d'anys d'antiguitat. Aquestes petjades són objecte d'estudi científic. També hi ha pintures rupestres.
L'àrea era d'importància per a les cultures precolombines, ja que els pastors trobaven aigua i pastures on alimentar els seus ramats.
El parc no té infraestructura adequada per a rebre turistes.
La reserva és travessada per una recta perfecta que es diu recta del Tin-Tin, i les rutes provincials núm. 33, 42 i 26.
Parcs nacionals a la província de Salta:
- Parc Nacional Baritú
- Parc Nacional El Rey

## Galeria

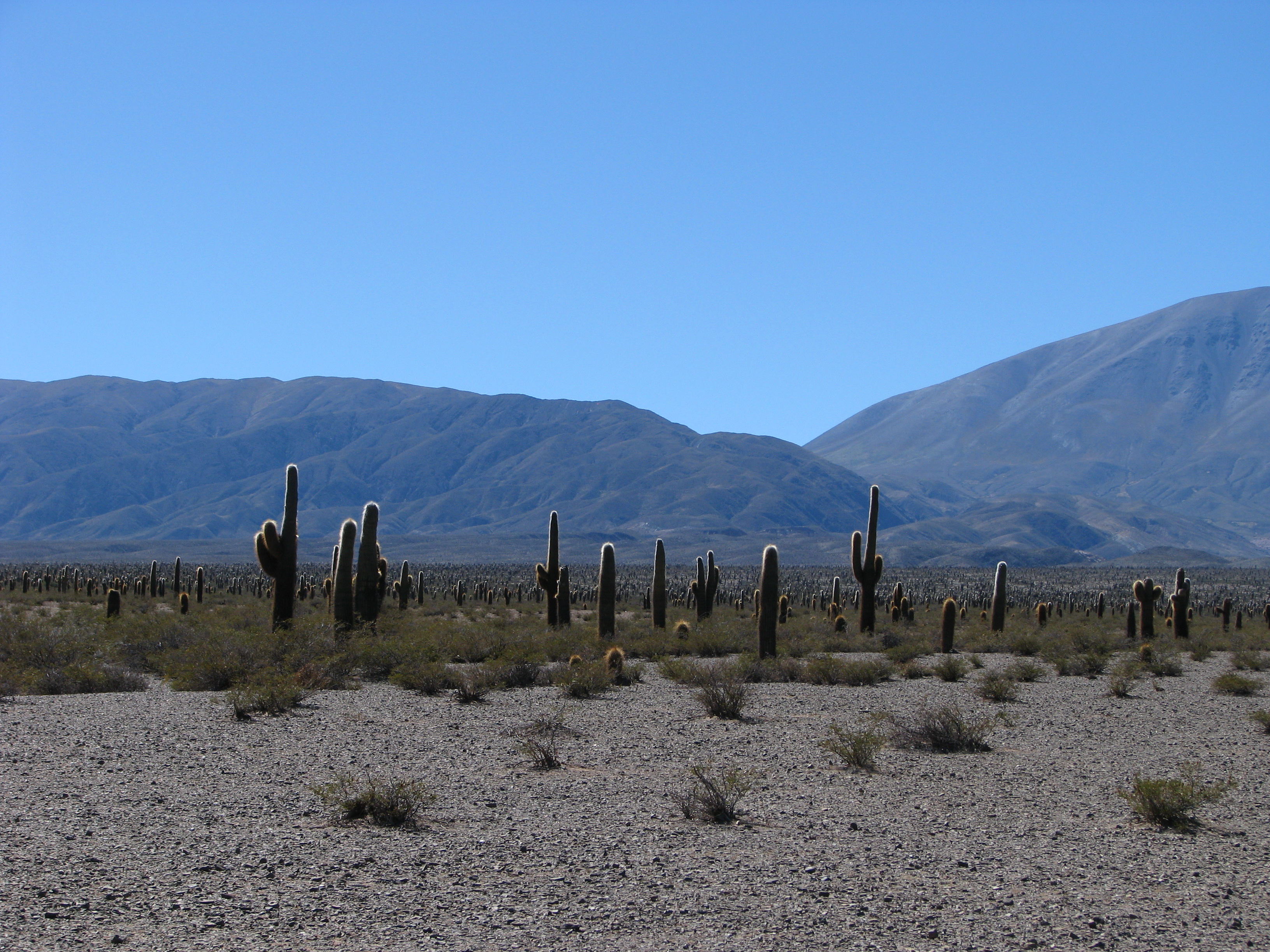
"Cardones"
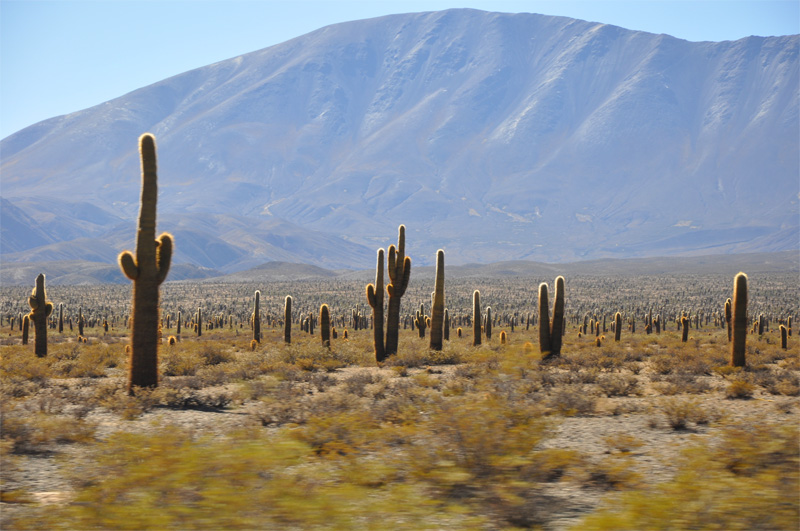
Vista del parc nacional
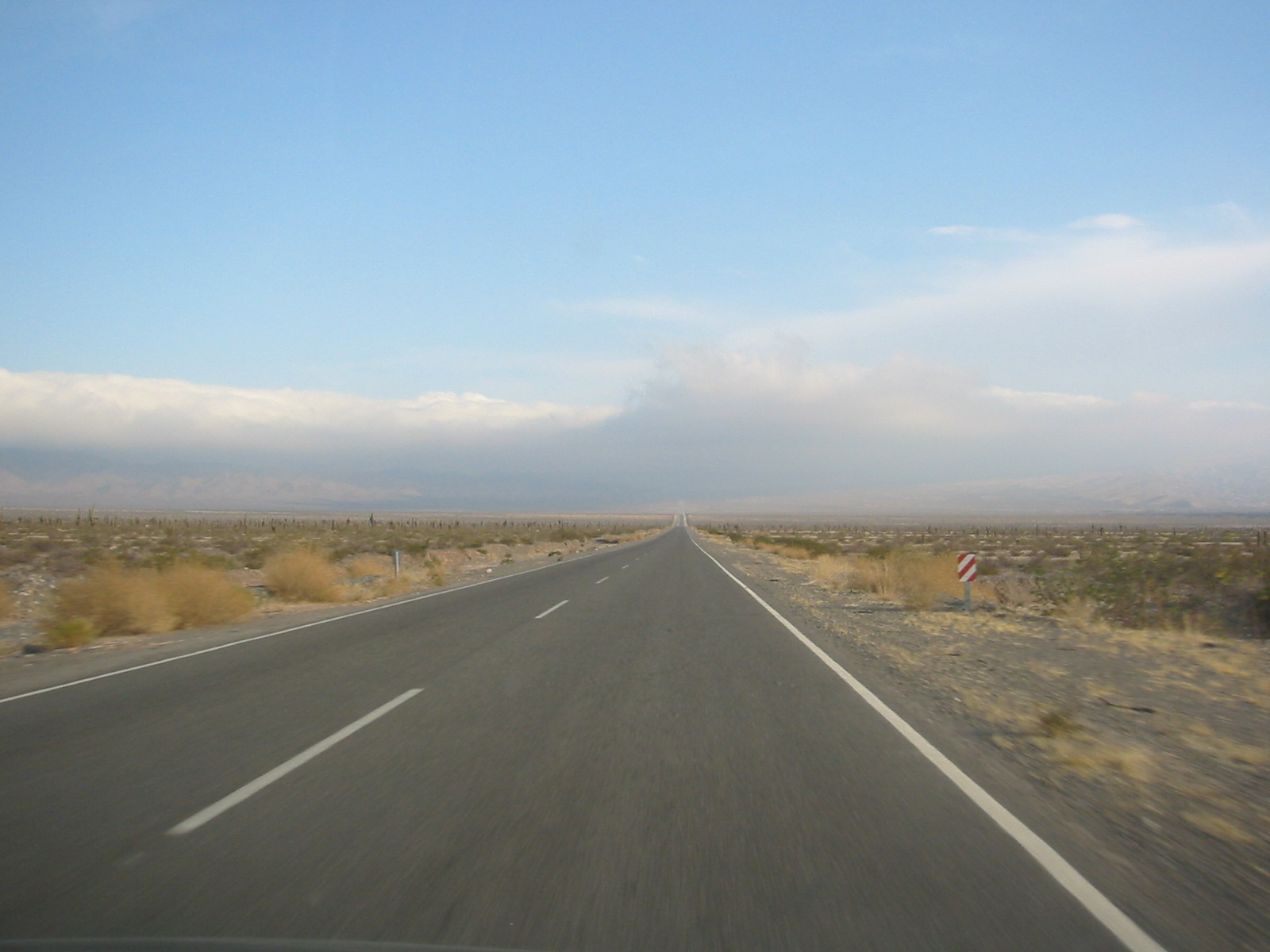
Recta del Tin tin
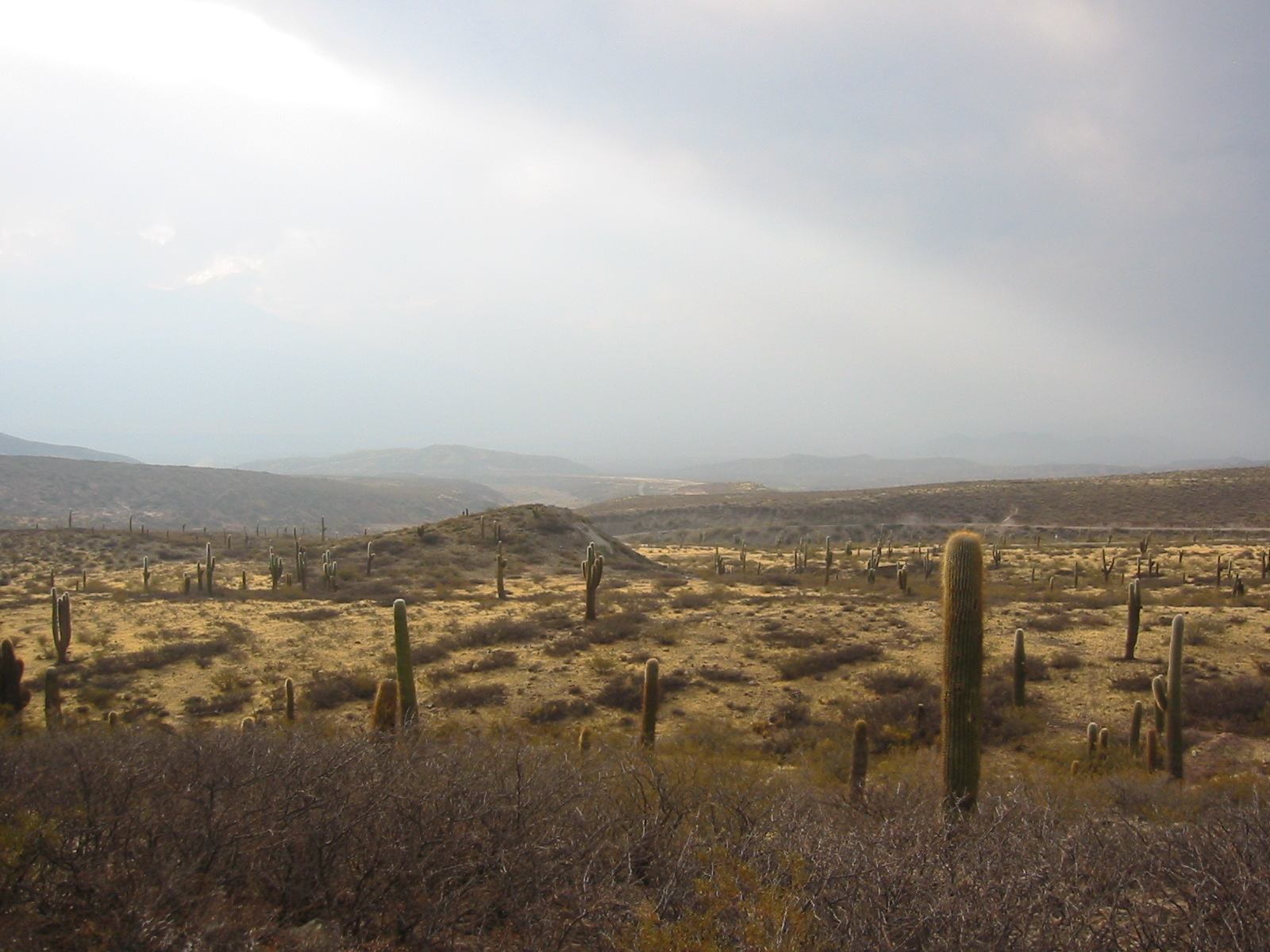
Ruta provincial 33
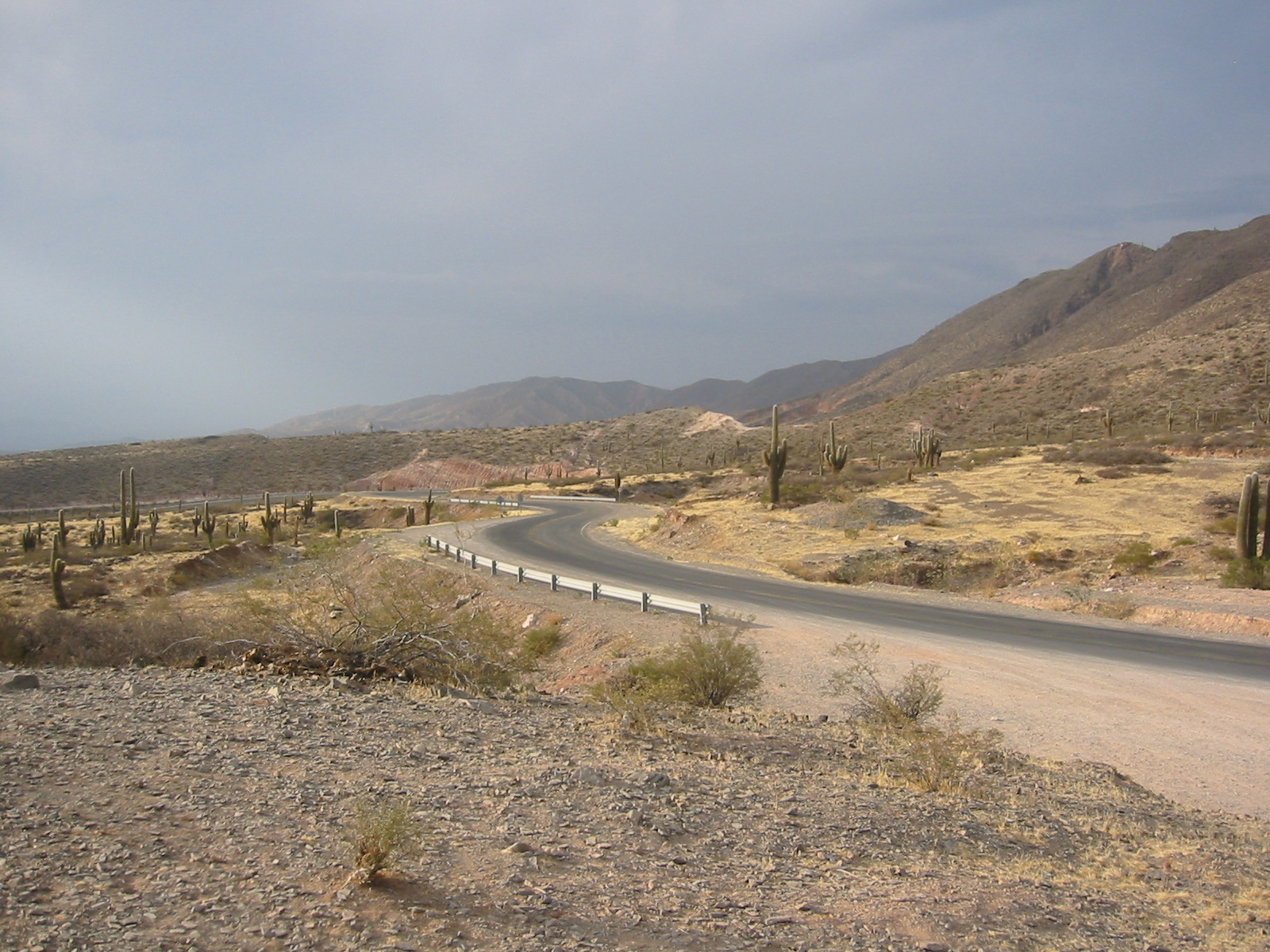
Camí a Cachi
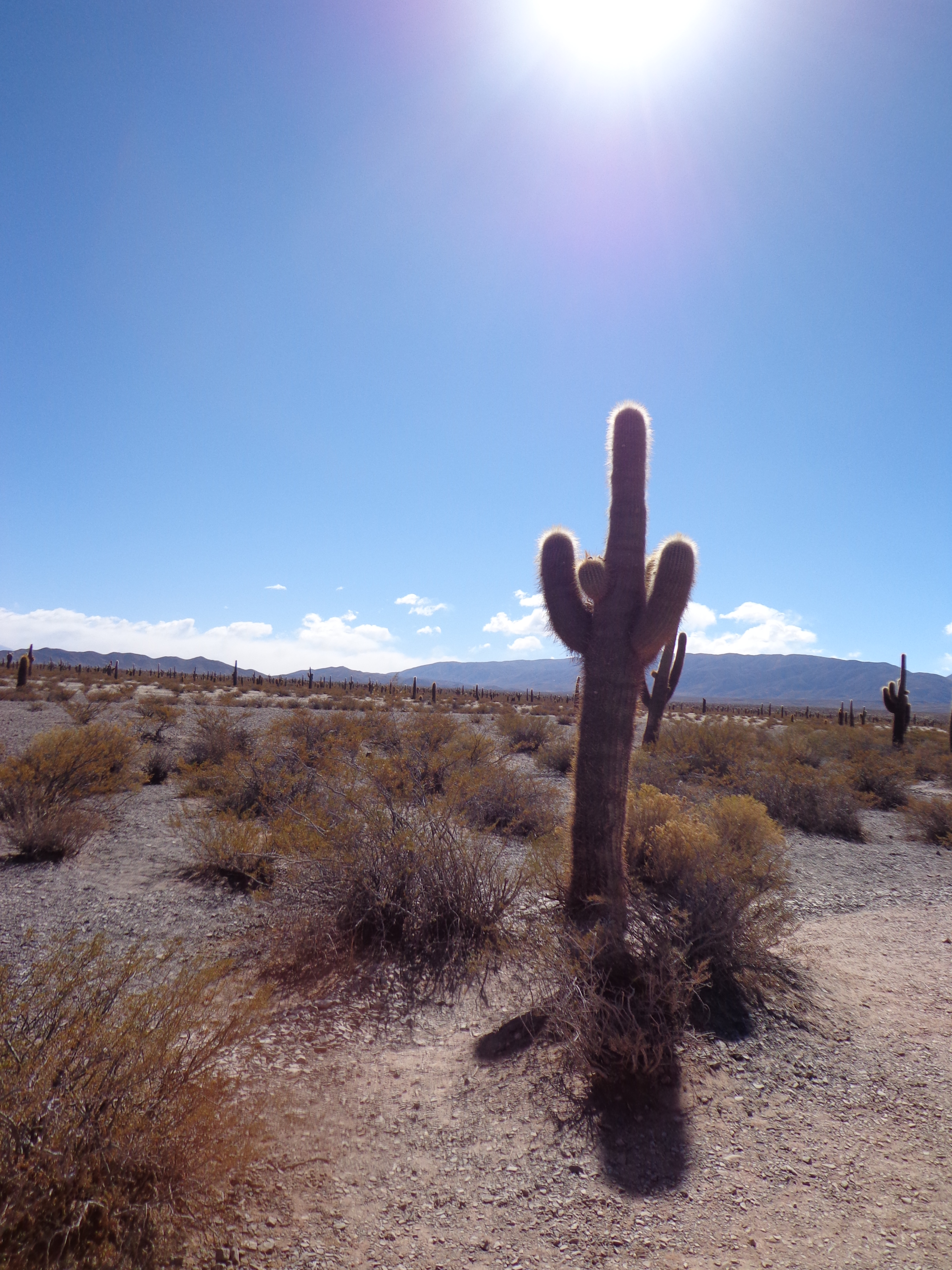
Tarda al Parc nacional els Cardones